# August Bover i Font
August Bover i Font (Barcelona, 1949) és un filòleg i escriptor català.
Durant els últims anys del franquisme estudià Filosofia i Lletres a la Universitat de Barcelona, on més endavant es doctorà en Filologia Romànica (Catalana) el 1984, amb una tesi sobre la novel·la anònima cinccentista Spill de la vida religiosa (1983). Ha estat professor de la Universitat de Barcelona (1977-2010), d'on és catedràtic emèrit de Filologia Catalana, ha fet estades de recerca a la Universitat de Saskatchewan, Canadà (1976-77) i a la Universitat de Califòrnia a Berkeley, als EUA (1996-97), i ha estat professor convidat a la Universitat de Perpinyà i a la Universitat de Càller, Sardenya. Les seves publicacions se centren en l'estudi de la literatura catalana de l'època moderna, especialment del segle xvi, la llengua i la literatura catalanes a Sardenya i l'obra de Josep Sebastià Pons. Ha estat secretari tècnic de la Comissió de Lectorats de la Generalitat de Catalunya (1988-2002), s‘ha ocupat de treballs de referència dedicats a la catalanística internacional, ha codirigit la Catalan Review (1995-2009) i ha estat president de la Federació Internacional d'Associacions de Catalanística (2012-2017). Ha estat president de la Societat Catalana de Llengua i Literatura (1995-2012) i codirector de la revista Llengua & Literatura (2011-2022). També ha publicat diversos reculls poètics i obres en prosa. Des de l'any 2016 és membre numerari de la Secció Filològica de l'Institut d'Estudis Catalans.

## Publicacions[1][5]
- Antoni Comas i Pujol, Estudis de literatura catalana: (segles XVI-XVIII), editor juntament amb Montserrat de Ciurana i Torrella (1985)
- Pere Serafí, Antologia poètica (1987), editor
- Josep Sebastià Pons (1990), biografia
- Josep Sebastià Pons,Teatre (1990), editor
- Manual de catalanística (1993), obra de referència
- L'obra poètica de Nicolau de Credença (1996), editor
- Diccinari dels gentilicis catalans (1997), obra de referència
- En pèlag d'amor (1999), recull poètic
- Joan Palomba, Nuova grammatica del dialetto algherese odierno (2000), editor juntament amb Joan Veny
- L'hivern sota el Cadí (2001), recull poètic
- Pere Serafí, Poesia escollida (2005), editor
- Mojave (2006), recull poètic
- Sardocatalana. Llengua, literatura i cultura catalanes a Sardenya (2007), assaig
- Terres de llicorella (2008), recull poètic
- Doctor Antoni Comas. «In memoriam», 25 anys (2009), editor
- Cloc! (2011), recull poètic
- Dotze llunes a Saskatchewan. Impressions des de la Gran Praderia canadenca (2013), dietari
- Rafael Caria, Poesia completa (2013), editor
- Beabà (2014), recull poètic
- Blau marí (2018), poemes i proses
- Tornaveu (2018), recull poètic
- Josep Roca-Pons. Semblança biogràfica (2019), biografia
- Tutti frutti (2021), anecdotari
- El contagi (2021), recull poètic